# Hamlet (film 1912)
Hamlet è un cortometraggio muto del 1910 diretto ed interpretato da Charles Raymond.

## Produzione
Il film fu prodotto dalla Barker.

## Distribuzione
Distribuito dalla Barker, uscì nelle sale cinematografiche del Regno Unito nel marzo 1912.